# Закон Рубрия (II век до н. э.)
Зако́н Ру́брия (лат. lex Rubria) был принят посредством плебисцита в 123 или 122 году до н. э. и предусматривал создание колонии на месте разрушенного римлянами за два десятилетия до того Карфагена. Внесён народным трибуном Рубрием, за которым предположительно стоял Гай Семпроний Гракх. В результате противодействия большинства в сенате вскоре был отменён вместе с другими законами Гракха, а колония через 30 лет прекратила своё существование.

## Предпосылки и обстоятельства принятия
Ко второй половине II века до н. э. в Риме накопились противоречия между основной массой разоряющегося крестьянства и крупными землевладельцами, которые сконцентрировали в своих руках значительную долю общественных земель (ager publicus), номинально по-прежнему считавшихся собственностью римского народа. Решению земельного вопроса были посвящены реформы братьев Гракхов, частью которых стало масштабное выведение колоний. В Италии Гаем Гракхом были основаны две или три колонии, но они не могли решить проблемы, так как свободных земель на полуострове было мало. Поэтому Гракх пришёл к мысли основать колонию вне Италии — на бывшей территории Карфагена. То обстоятельство, что место, на котором стоял Карфаген, было официально проклято сенатом после победы над давним врагом Рима, не смущало Гракха. Новая колония была названа Юнонией (лат. Iunonia).
Внесение законопроекта в комиции под именем другого трибуна можно объяснить его спецификой. Практика организации поселений за пределами Италии была достаточно новой, вследствие чего было неясно, какую реакцию у плебса вызовет закон. Негативная реакция могла нанести ощутимый урон авторитету Гракха и поставить под сомнение его дальнейшие политические планы, вероятно именно поэтому гракханцы предпочли внести законопроект под именем Рубрия. Датировка закона осложняется противоречивым характером сведений античных источников. Одни из них относят его принятие к первому трибунату Гая Гракха (123 год до н. э.), другие — ко второму (122 год до н. э.).

## Исполнение
В соответствии с законом Рубрия была образована комиссия IIIviri coloniae deducendae, в состав которой вошли Гай Гракх и Марк Фульвий Флакк. Имя третьего члена не сохранилось, возможно, им был сам Рубрий, хотя есть и другие предположения. Весной 122 года до н. э. Гракх и Флакк на 70 дней уехали в Африку для обустройства Юнонии, включая межевые работы. Первоначальное число колонистов неизвестно. Аппиан сообщает, что в ходе принятия закона Гракх увеличил его до 6000 человек — возможно, в ответ на популистские предложения его политического противника Марка Ливия Друза, а в число колонистов триумвиры записывали людей «со всей Италии», но, скорее всего, речь идёт только о римских гражданах, а не италийцах-союзниках.
За пользование землей в Юнонии предусматривалась арендная плата. Это могло быть обусловлено величиной наделов, которая значительно превышала размер участков в «сенатских» колониях первой половины II века до н. э. Такой размер наделов был призван стимулировать желание римских граждан сменить место жительства и косвенным образом свидетельствует в пользу «рыночной» направленности данного законопроекта Гая Гракха. Посредством введения арендной платы авторы закона Рубрия намеревались обозначить участие государства в получении прибыли от использования земли из фонда ager publicus.
Центральное место в хозяйственном развитии новой колонии отводилось выращиванию зерновых культур. Возможно, выведение Юнонии находилось в тесной связи с lex frumentaria Гая Гракха, хотя наличие такой связи античные источники напрямую не подтверждают. Высказывается предположение, что италийские колонии Гракха имели торговую направленность, поскольку были расположены в очень выгодных с точки зрения торговли местах. Кроме того, они находились на полпути из Африки в Рим, что, несомненно, должно было самым положительным образом сказаться на развитии экономических связей с колонией Юнонией. В этом случае закон Рубрия являлся частью широкомасштабной программы, направленной на обеспечение Рима хлебом.

## Отмена
10 декабря 122 года закончились трибунские полномочия Гракха, а выборы на 121 год до н. э. он проиграл. 1 января 121 года вступили в должность новые консулы. Для многочисленных врагов Гракха настал благоприятный момент, чтобы расправиться с ним. Поводом для этого избрали вопрос о Юнонии. Народный трибун Марк Минуций Руф внёс законопроект о её ликвидации. В то же время шла обработка общественного мнения: из Африки пришли известия, что порыв ветра раскидал на алтарях внутренности жертвенных животных, а волки растащили межевые столбы. Это было истолковано авгурами как неблагоприятное предзнаменование. Вообще религиозный аспект занимал центральное место в сенатской пропаганде против закона Рубрия. Этому способствовало то, что планы гракханцев затрагивали и территорию, в отношении которой по распоряжению Сципиона Эмилиана был произведён обряд посвящения богам. Дальнейшее развитие событий привело к вооружённым столкновениям гракханцев и их противников, в ходе которых погибли Гракх и Флакк.

## Значение
Закон Рубрия ознаменовал собой начало нового этапа в истории гракханского движения. Отсутствие прямого доступа к фонду ager occupatorius заставило оппозицию обратиться к земельным ресурсам римских провинций. В планы Гая Гракха и его сторонников входило не только продолжение политики перераспределения римской общественной земли, но и создание материальной базы для обеспечения дешёвым хлебом плебса в соответствии с lex frumentaria. Подобные планы не могли не вызывать опасений со стороны сената, так как их реализация несла в себе угрозу дальнейшего укрепления политических позиций гракханцев. Масштаб мероприятий, которые предприняла оппозиция во время второго трибуната Гая Гракха, вынудил сенат использовать все средства для нейтрализации своих противников. Закон Минуция и резня на Авентине стали логическим завершением борьбы за ager publicus.
В 46 году до н. э. к идее основания колонии на этом месте вернулся Гай Юлий Цезарь, однако он не успел её реализовать, поскольку вскоре погиб от рук заговорщиков. Город под названием Colonia lulia Concordia Carthago был основан только в 29 году до н. э. его наследником Октавианом.